# Montgérain
Montgérain település Franciaországban, Oise megyében. Lakosainak száma 168 fő (2022. január 1.). Montgérain Coivrel, Ménévillers, Méry-la-Bataille, Saint-Martin-aux-Bois és Tricot községekkel határos.

## Népesség
A település népességének változása:
| Lakosok száma | 169  | 184  | 185  | 183  | 179  | 174  | 170  | 168  | 168  |
|               | 2013 | 2015 | 2016 | 2017 | 2018 | 2019 | 2020 | 2021 | 2022 |